# Abies alba
Sapin blanc, Sapin pectiné, Sapin commun
Espèce
Statut de conservation UICN

 LC  : Préoccupation mineure
Abies alba, le Sapin blanc, Sapin commun, Sapin pectiné ou plus simplement Sapin, est une espèce de conifères de la famille des Pinacées. C'est une essence importante pour la foresterie en Europe.
Il est localement appelé Sapin de Normandie ou Sapin de l'Aigle (Normandie), Sapin de croix (Bretagne), Sapin des Vosges, Sapin noir, Sapin à feuilles d’if, ainsi que Vuargne, Ouargne ou Warne (Pays de Savoie et Suisse), Sap (Provence, aire vivaro-alpine, Languedoc et Auvergne), Avet ou Aveth (Gascogne et Béarn), Ghjalgu (Corse) et plus rarement Sapin argenté.

## Description

### Port
Le sapin pectiné est l'arbre européen le plus haut, il peut en effet atteindre 60 mètres, voire 80 m de hauteur. Il vit jusqu'à 600 ans et le diamètre de son tronc atteint 2 mètres.
La cime est d’abord conique, pointue puis ovoïde, et enfin tabulaire (étalée). Le tronc est droit, les branches horizontales.

### Écorce
L'écorce est lisse, gris argenté, à petites poches de résine (vésicules), puis crevassée à un certain âge. Les rhytidomes présentent des crevasses longitudinales chez l’adulte. L’écorce contient de la résine composée notamment de sesquiterpénoïdes, ainsi que de la cellulose, des sels minéraux, des tanins, des acides gras, des diterpènes (tels que l'acide abiétique, par exemple) et des lectines (de type AAA).

### Rameaux
Les rameaux de deux ans sont lisses, beige gris, à pubescence grossière noire ou jaunâtre chez certaines sous-espèces.
Les branches et les rameaux sont en majorité horizontaux. Avec l’âge, les branches latérales prennent un port irrégulier caractéristique, tandis que celles de la cime tendent à dépasser la pousse terminale (cime en nid de cigogne).

### Feuilles
Les bourgeons sont assez gros, ovoïdes, lisses. De couleur brun châtain, ils sont luisants et non résineux. Ils contiennent des limonènes, des alpha-pinène et bêta-pinène. Ces bourgeons ont été utilisés pour faire différentes liqueur : la liqueur aux bourgeons de sapin.
Les feuilles sont des aiguilles persistantes, non piquantes, solitaires, de longueur variable sur un même rameau (15-30 mm). Elles sont fixées par une petite ampoule à bords limités laissant une cicatrice ovale, nette après la chute. Elles sont implantées tout autour du rameau et se tordent à la base pour se placer dans un plan comme les dents d’un peigne ; elles paraissent ainsi disposées sur 2 rangs dans un plan sur les rameaux stériles (les rameaux fertiles sont en brosse).
Les aiguilles sont plates, droites, arrondies ou un peu échancrées à l’extrémité. Elles présentent deux bandes blanches de stomates en dessous, mais pas sur le dessus, qui est vert foncé. Elles persistent 6 à 8 ans. Sur les rameaux de cime, les aiguilles sont en brosse et recourbées. Elles contiennent une huile essentielle dont les principaux composants sont le limonène et le phellandrène, deux monoterpènes monocycliques, mais aussi du camphène et de l'alpha-pinène.

### Bois
Le bois est blanc ou un peu jaunâtre, plutôt mat, sans aubier différencié. Il ne contient pas de canaux résinifères. Les cernes sont très visibles. Le bois est d’autant plus tendre et léger que l'arbre a poussé vite. Il a une odeur rance à l'état frais. Le bois d'œuvre dénommé "sapin" vendu dans le commerce peut aussi être du bois d'épicéa (Picea abies) qu'il est difficile de distinguer et dont les caractéristiques sont communes.

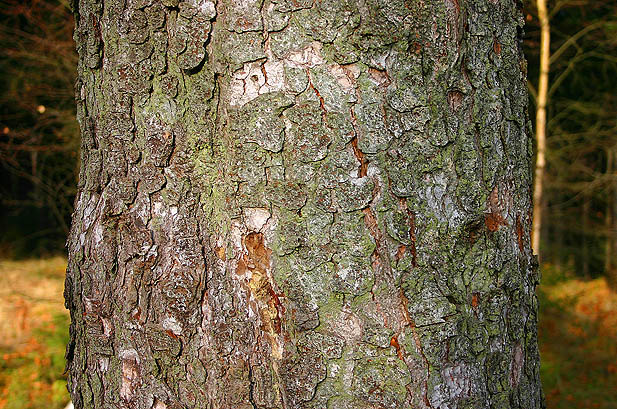
Écorce.
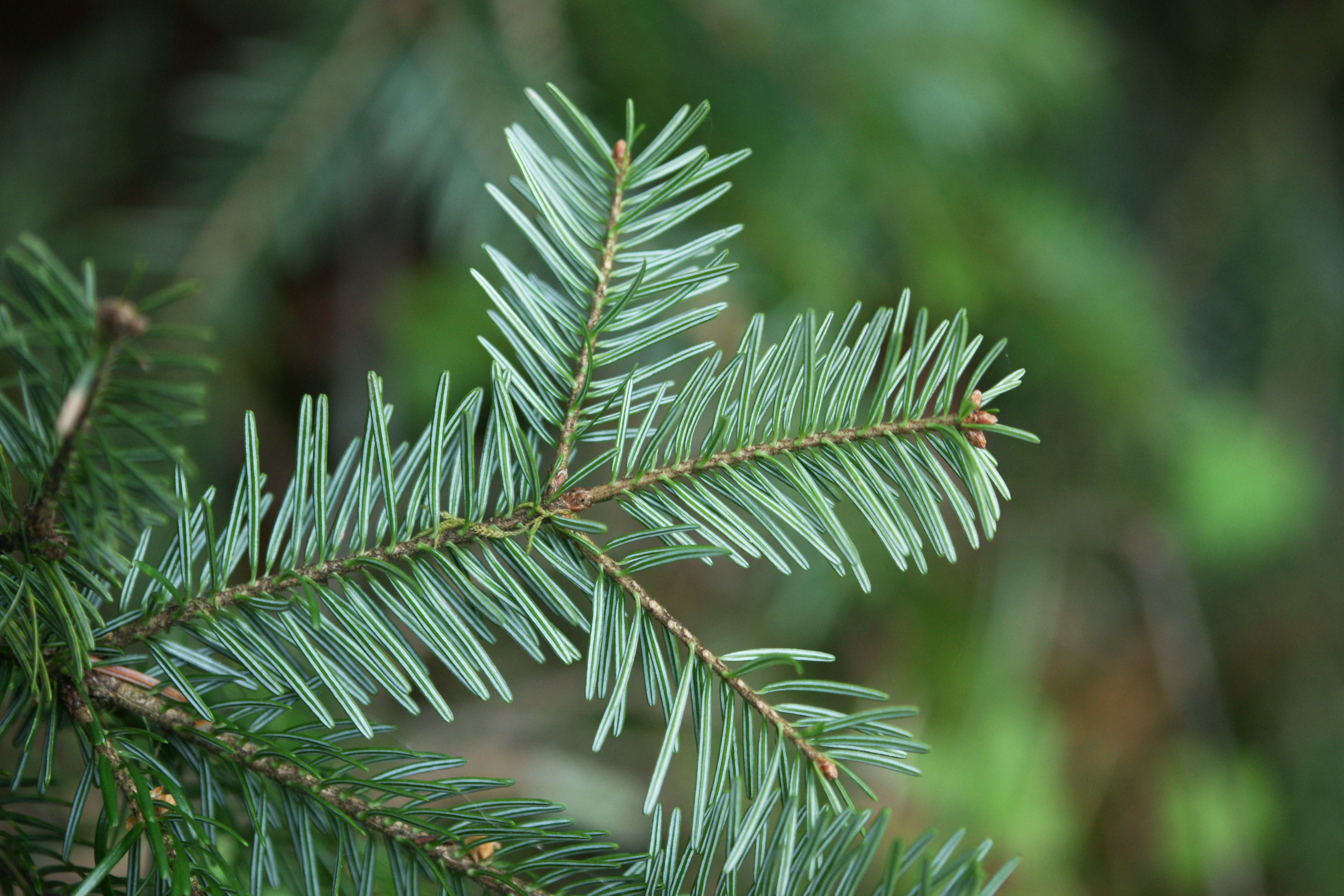
Rameau et face inférieure des aiguilles.
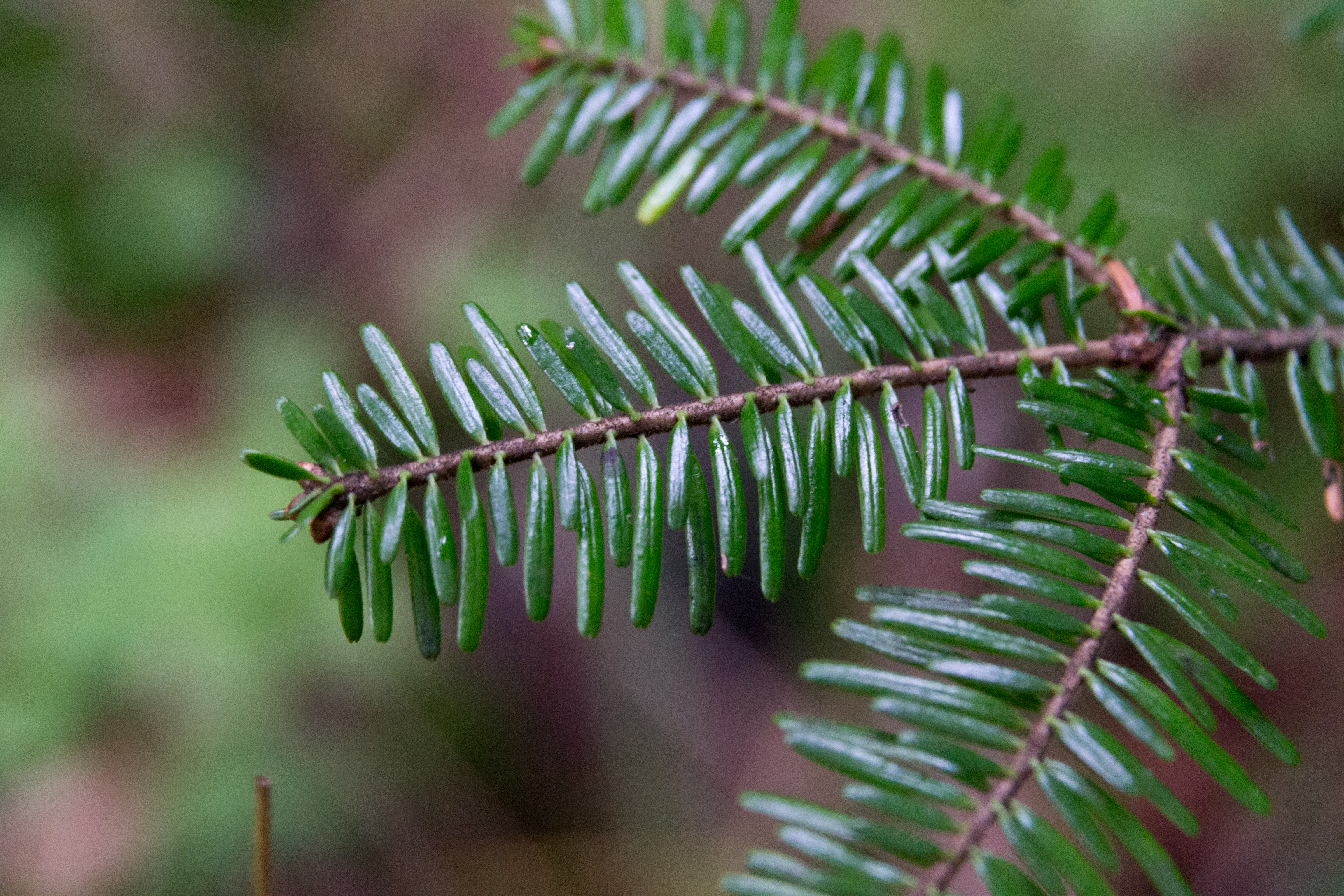
Rameau et face supérieure des aiguilles.
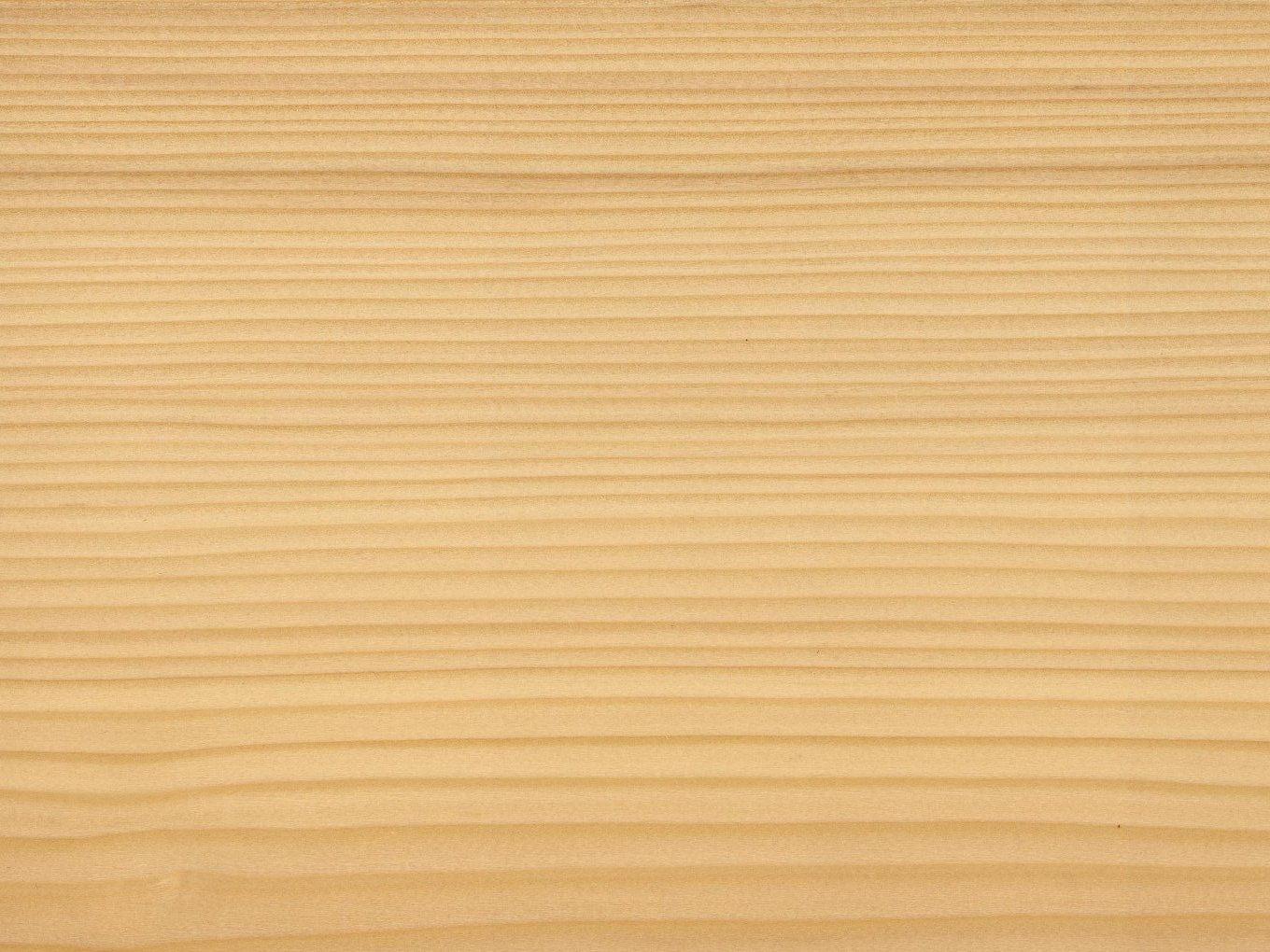
Aubier non différencié.

### Organes reproducteurs

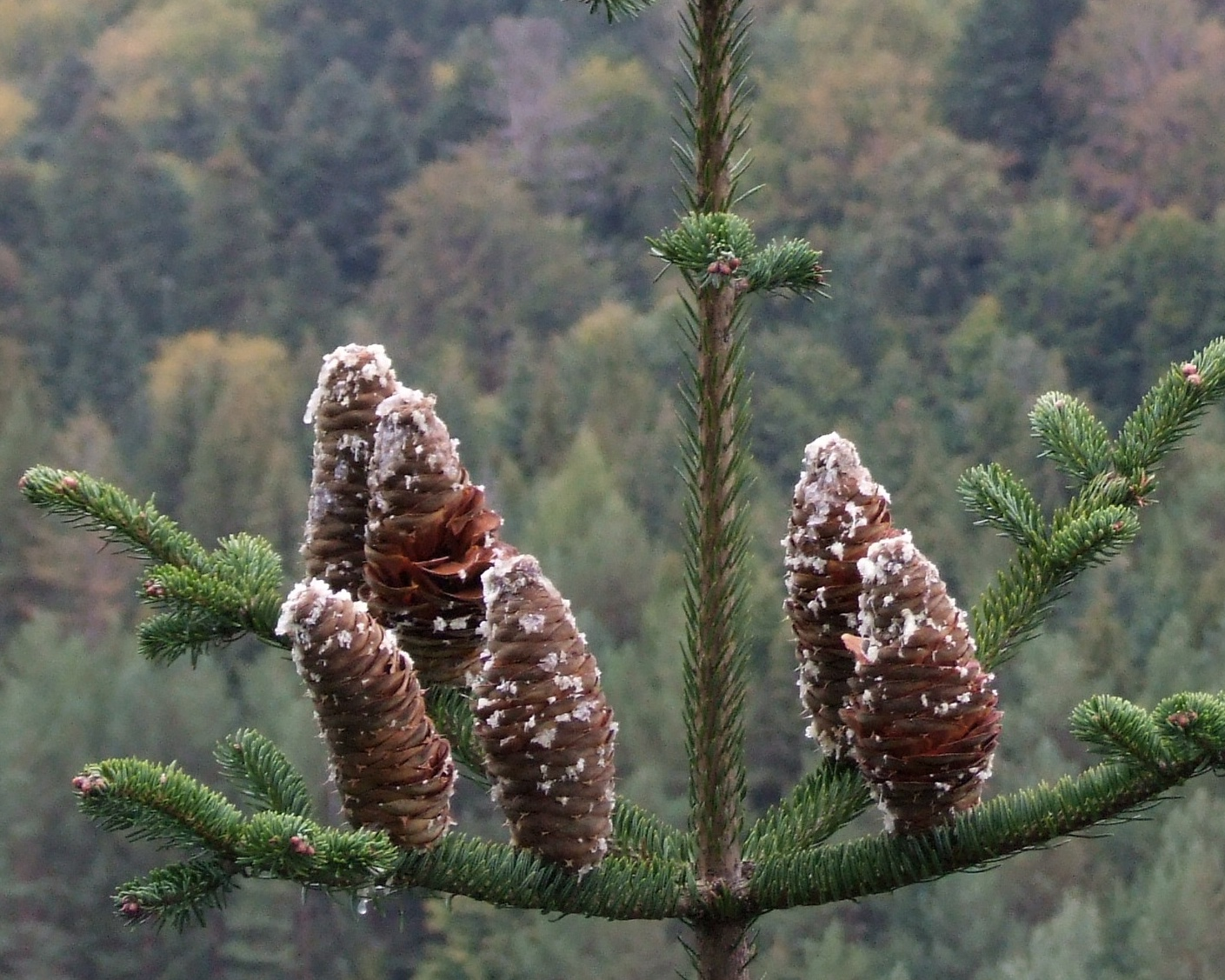
Cônes femelles mûrs.

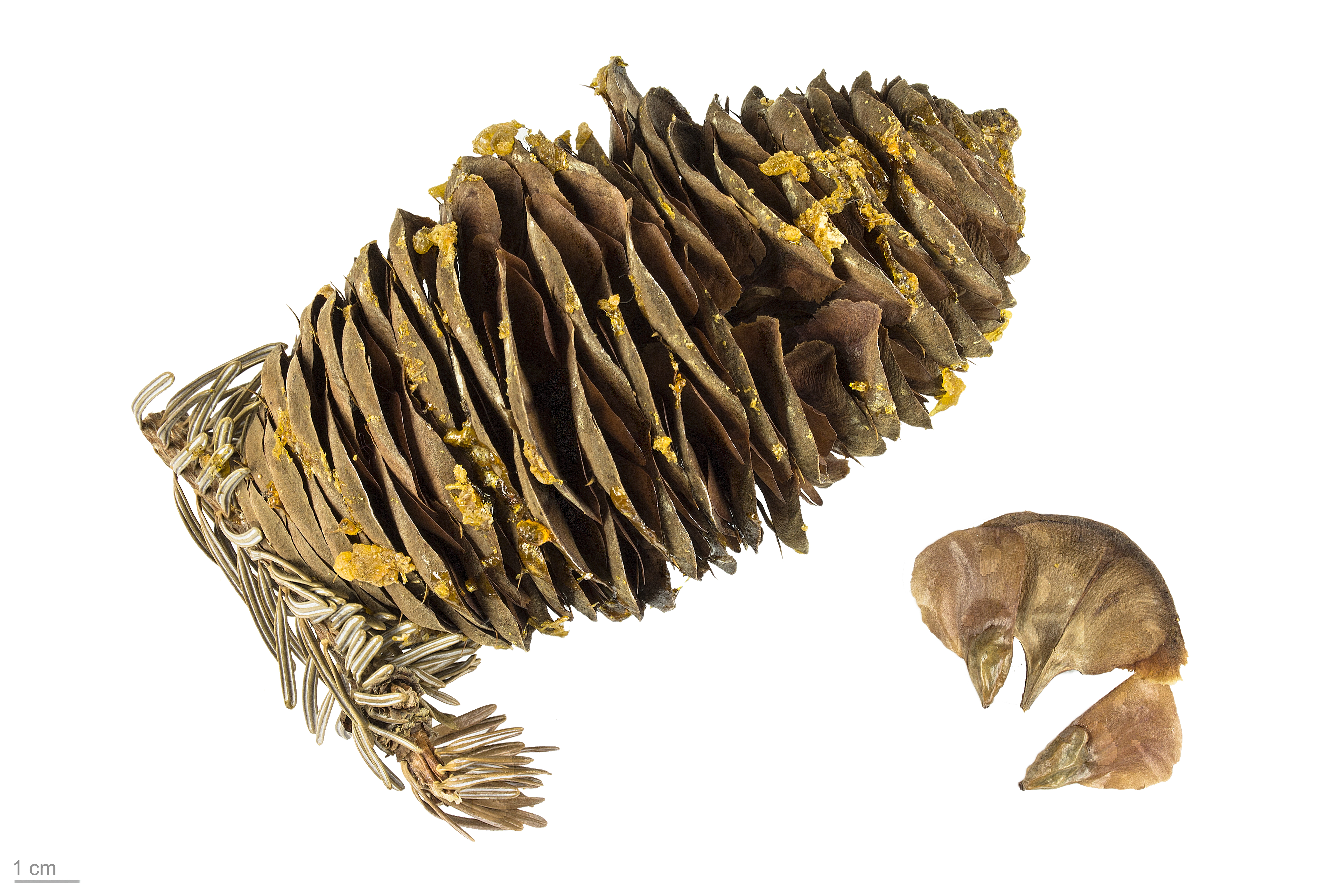
Abies alba, cône sec.

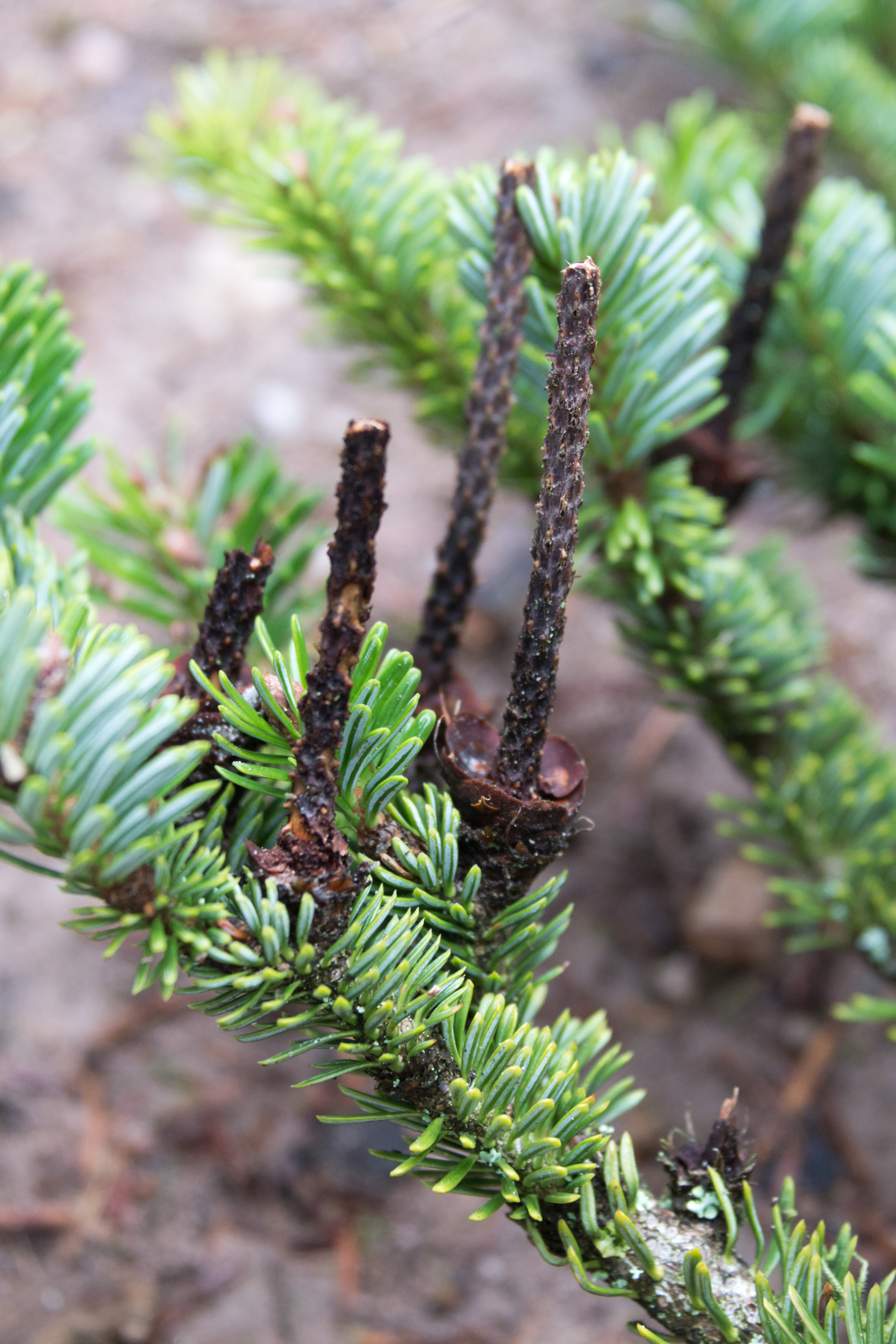
Rachis de cônes désarticulés, parfois appelés bougeoirs

Le sapin pectiné produit des cônes mâles et femelles en avril et mai,.
Les cônes mâles sont nombreux, ovoïdes à allongés, globuleux. De couleur jaune, ils sont groupés sous des rameaux de l’année précédente.
Les cônes femelles sont isolés, et mesurent avant maturité de 2 à 10 cm de long. Situés vers le milieu de rameaux de l’année précédente, ils sont orientés vers le haut et plutôt localisés vers le sommet de l’arbre. Ils mesurent de 10 à 20 cm à maturité, et ont une forme cylindrique. Des bractées saillantes, triangulaires, dépassent entre les écailles. Ils sont d’abord verts, puis bruns. Ils sont mûrs dans l'année et se désarticulent à maturité (octobre). L’axe du cône persiste durant 1 ou 2 ans.
Les graines sont de forme subtriangulaires, longues de 8 à 13 mm, de couleur jaune-brun, avec une aile de 2 cm soudée. La fructification a lieu surtout tous les deux ans.

## Répartition et habitat

### Répartition actuelle

En vert : aire de répartition naturelle actuelle d’Abies alba. En orange, régions où il a été introduit ou réintroduit.

On trouve le sapin blanc principalement dans les bois caducifoliés d'Europe méridionale, occidentale et centrale, montagnards, des substrats stabilisés. Son implantation typique est sur les ubacs. 
Son aire de répartition est périalpine. Elle comprend la Forêt-Noire, les montagnes et les plateaux de Bohême, des Tatras, des Carpates, des Apennins, des Alpes dinariques et du Rhodope. En France, on le trouve en Corse (1000 à 1 700 m), dans les Pyrénées (900 à 1 500 m), le Massif central (700 à 1 500 m), les Alpes (700 à 1 700 m), le Jura (500 à 1 100 m) et les Vosges (400 à 1 100 m). Cependant, autour des massifs montagneux, on trouve çà et là des populations de sapins blancs à basse altitude, comme dans la forêt de Sainte-Croix-Volvestre en Ariège, dans le piémont pyrénéen.
Par exception, le sapin blanc croît et se reproduit spontanément en plaine en Normandie dans le pays d'Ouche et le nord du Perche à de faibles altitudes, entre 180 et 310 m. La présence du sapin y est très ancienne, comme l'attestent les toponymes locaux tels que Le Sap-Mèle, Le Sap-André, la Sapaie.
On trouve aussi de nombreux peuplements en plaine dans la moitié sud de la Pologne. Il est intéressant de constater que la forêt de Białowieża, dernière forêt primaire d'Europe, constitue la limite extrême nord de l'aire de répartition du Sapin blanc. Plus au nord et à l'est, l'espèce ne résiste pas aux hivers trop longs et aux gelées tardives. À l'inverse, cette même forêt de Białowieża est à la limite sud de la répartition naturelle de l'Épicéa commun en plaine. Cela montre que les deux espèces ont des exigences bioclimatiques tout à fait opposées en Europe. Le Sapin blanc est une essence plutôt méridionale alors que l'Épicéa commun est une essence pleinement boréale. Si l'on retrouve souvent les deux essences en mélange dans les montagnes de la moitié sud de l'Europe, ce n'est que parce que les conditions bioclimatiques y sont intermédiaires, sans les extrêmes froids du climat boréal vrai (qui seraient nuisibles au sapin) ni les extrêmes chauds et secs du climat méridional de plaine (qui seraient nuisibles à l'épicéa), permettant aux deux espèces d'y cohabiter. En montagne le sapin domine habituellement à des altitudes plus basses que l'épicéa.
Le Sapin blanc résiste beaucoup mieux aux sécheresses que l'Épicéa commun, et se trouve même favorisé par l'augmentation des températures vis à vis de ce dernier. En Suisse, il a été montré, grâce l'étude des cernes de croissance, que les années sèches et surtout les années chaudes (considérées indépendamment) augmentent la croissance du sapin, même aux altitudes les plus basses (Plateau suisse), alors qu'elles impactent très négativement l'épicéa et le mélèze en dessous de 1 200 m d'altitude. La tolérance du sapin est même supérieure à celle du hêtre et à peu prés équivalente à celle du chêne sessile. Cela pourrait s’expliquer en partie par le système racinaire plus profond du sapin, qui le rend capable d'exploiter des réserves en eau plus importantes,.
Il existe de rares peuplements relictuels de sapins blancs dispersés en Toscane en Italie, à basse altitude, sous un climat méditerranéen franc (meso-méditerranéen). Un bel ensemble forestier à Varramista (Montopoli in Val d'Arno) a fait l'objet de plusieurs études : altitude entre 20 et 60 m, température moyenne annuelle de 15,3°C, température moyenne de juillet de 24,5°C, précipitations annuelles de 867 mmm avec une sécheresse estivale marquée, il y pousse en communauté avec Quercus ilex, Quercus cerris, Fraxinus ornus, Ilex aquifolium, Hedera helix, Vitis sylvestris, Castanea sativa, Quercus petraea, Ficus carica, Arbutus unedo, Acer campestre, Pinus pinea, Pinus pinaster, Corylus avellana et Ruscus aculeatus. Dans ce peuplement le sapin présente le même aspect qu'en Europe centrale, avec un taux de croissance similaire. Il se régénère naturellement et s'étend en se montrant capable de dominer les essences méditerranéennes locales,. Une étude de 2025 a par ailleurs montré que les populations méditerranéennes de basse altitude de Sapin blanc, comme celle de Varramista, sont génétiquement semblables à celles qui poussent dans des conditions fraiches et humides en altitude dans les montagnes des Apennins proches et des Alpes. Cela invalide l’hypothèse de l'existence d'écotypes ou de sous-espèces qui seraient spécifiquement adaptés aux basses altitudes méditerranéennes. Les sapins de l'aire principale devraient donc, eux aussi, pouvoir s'adapter à des climats bien plus chauds que celui qui règne là où ils poussent actuellement.
Le sapin pectiné a été largement introduit sur la façade Nord-Ouest de l'Europe pour la sylviculture, où il se développe très bien sous climat océanique doux : dans les îles Britanniques, dans le nord-ouest de la France et le Massif central, en Belgique, dans le nord de l'Allemagne, au sud de la Scandinavie, etc. Son importance sylvicole tend cependant a y être bien moindre que celle d'autres conifères qui lui ressemblent plus ou moins (sapin de Nordmann, Sapin de Vancouver, épicéa commun, épicéa de Sitka, douglas, pruche de l'Ouest, etc). Il y souffre fréquemment des gelées tardives qui peuvent survenir épisodiquement aux hautes latitudes, car il débourre tôt. Il est parfois aussi planté dans les parcs et les jardins à des fins décoratives ou didactiques, mais moins fréquemment que l'épicéa ou les conifères exotiques.

### Répartition ancienne
Plusieurs découvertes en palynologie et dendrologie permettent de comprendre qu’Abies alba était une essence beaucoup plus répandue en Europe durant la première moitié de l'Holocène, et que l'espèce avait une bien plus grande amplitude écologique que ce qu'elle semble montrer aujourd'hui,,.
Une étude de sédiments du lac de Massaciuccoli près de Pise en Italie, un site de basse altitude aujourd'hui sous climat nettement méditerranéen, montre que le sapin blanc était très présent autour du lac durant la première partie de l'Holocène, avant 6000 BP. Une découverte semblable avait été faite auparavant dans le Tessin, à une basse altitude à laquelle les chercheurs n'attendait pas cette espèce. Des découvertes similaires ont été faites précédemment dans d'autres régions d'Europe, comme en Provence en France, ce qui corrobore ces résultats. L'évolution du climat, qu'on aurait tendance à imaginer, de ce fait, plus frais à cette époque, n'est pas l'explication, car cette période de présence du sapin correspond en réalité à l'optimum climatique de l'Holocène, une période où le climat européen semble avoir été plus chaud qu'à l'ère moderne. Il faut donc accepter l'idée que le sapin blanc était beaucoup plus répandu qu'aujourd'hui et poussait jusqu'en plaine au bord de la Méditerranée il y a plusieurs milliers d'année, dans la chaleur du climat méditerranéen. Autour du lac de Massaciuccoli le sapin blanc était ainsi codominant avec le chêne vert sempervirent, d'autres chênes et arbres à feuilles caduques et des pins. La disparition du sapin coïncide avec l'enregistrement d'une augmentation de la fréquence des incendies à partir de 6000 avant le présent, ce qui s'explique par la néolithisation, lorsque l'homme a abandonné la chasse et la cueillette en Europe pour se tourner vers l'élevage et l'agriculture, déforestant régulièrement les régions méditerranéennes par des incendies volontaires pour faire place aux pâturages et aux cultures sur brulis. 
Des constatations semblables ont été faites dans les vallées intérieures des Alpes françaises. Alors que le sapin était considérée dans les Alpes comme un essence d'ubac frais et humide et tolérant difficilement le calcaire, à cause de sa répartition actuelle, les données dendrologiques et palynologiques indiquent que le Sapin blanc poussait aussi sur les adrets les plus secs et sur sol calcaire des Alpes avant l'intervention humaine, au cours de l'Holocène. La répartition récente du sapin sur les ubacs frais a donc été induite par l'homme et n'est pas naturelle. On observe d’ailleurs de nos jours un recolonisation spontanée importante du Sapin blanc, y compris sur les adrets calcaire très secs, malgré le réchauffement climatique actuel, ce qui remet en cause ce qu'on croyait savoir de l'écologie du sapin.
L'aire de répartition actuelle du sapin blanc, confiné aux montagnes humides, ne correspond donc pas au potentiel écologique de l'espèce : cette aire actuelle correspond plutôt aux régions refuges où des populations relictuelles de sapins blancs sont restées relativement protégées des incendies du fait du climat plus frais et humide. Les incendies allumés par l'homme y ont été moins fréquents et moins généralisés dans le passé. Ce n'est que depuis moins de deux siècles que le sapin se répand à nouveau, dans les régions montagnardes principalement, du fait du recul du pastoralisme et des reboisements, cette essence y étant désormais favorisée par les sylviculteurs. Le sapin blanc est un arbre adapté à des climats variés y compris méditerranéen, et il n'est pas originellement inféodé à la montagne. Mais il se régénère moins facilement par lui-même après un incendie ou autre déboisement, contrairement aux essences de plaine et aux essences méditerranéennes classiques actuelles, d'où sa disparition d'une grande partie de son aire potentielle depuis plusieurs millénaires. C'est une essence de fin de succession, favorisée par la stabilité du milieu à long terme, qui était de ce fait très présente, parfois dominante, dans les anciennes forêts primaires européennes qui s'étaient installées après la fin de la dernière glaciation, durant la première moitié de l'Holocène. Mais, hormis en montagne, cette essence a disparu dans la majorité des forêts secondaires qui constituent la presque totalité des forêts européennes actuelles.
En ce qui concerne les données fossiles plus anciennes, Abies alba fait son apparition en Europe au Miocène il y a 15 ou 16 millions d'années, sous un climat nettement plus chaud, dans des forêts subtropicales humides de plaine où il était en compétition avec des essences des genres Phoebe, Laurus, Symplocos, Toddalia, Mastixia, Ficus, Tetrastigma, Buxus, Ceratonia, Olea, des Quercus à feuilles persistantes ainsi que des palmiers. Beaucoup plus récemment, à l'Éémien (la précédente période interglaciaire), alors que le climat européen était un peu plus chaud qu'à l'Holocène (la période interglaciaire actuelle), Abies alba était une essence omniprésente dans une grande partie de l'Europe, y compris en plaine. Durant les glaciations du Pléistocène, l'espèce a fortement reculée à plusieurs reprises et s'est réfugiée dans la Péninsule italienne et dans les Balkans.

## Pathologies
Chaque essence connaît différentes adversités.
La résistance du sapin pectiné à la plupart des ravageurs et pathogènes est d’abord déterminée :
- par la qualité de la station sur laquelle il pousse : les sapinières situées en limite d’aire naturelle peuvent à cet égard se révéler plus sensibles à certains ravageurs et pathogènes ;
- par la structure et la composition en classes d’âges des peuplements : les structures capitalisées par vieillissement et les sapinières à forte proportion de peuplements âgés se révèlent plus sensibles aux attaques phytosanitaires ;
- par la qualité des plants et par le soin apporté à leur mise en place dans le cas des peuplements reconstitués artificiellement.

### Dégâts du gibier
Le sapin est très abrouti par les cervidés (beaucoup plus en hiver qu’en été) et pendant de longues années (de 12 à 16 ans dans le massif vosgien). Il est également frotté, mais avec moins d’acharnement. De plus les lièvres et les lapins peuvent provoquer des dégâts au niveau des pousses  et cela entraîne des fourches.

### Pollution
Le Sapin pectiné est très sensible au fluor, avec des mortalités fréquentes.

### Champignons pathogènes
Il existe différentes altérations dues à l’action des champignons pathogènes :
- L’Armillaire des résineux (Armillaria ostoyae) est un champignon parasite qui s’attaque à deux niveaux : entre l’écorce et le bois, puis colonise le système racinaire avec son mycélium. Les racines malades en contact avec les racines saines, ainsi que les rhizomorphes souterrains, facilitent la propagation du champignon. Les dégâts occasionnés sont une pourriture assez rapide des racines et un dessèchement de l’arbre en commençant par la cime et les extrémités des branches (coloration pâle), puis l’écorce se craquelle et se détache facilement. Les moyens de lutte sont :
  - Une hygiène des peuplements et des soins culturaux.
  - Le traitement des vieilles souches.
  - Les annélations circulaires.
- La maladie du « rond » est une altération produite par le mycélium de Fomes annosus. Elle est localisée dans le cœur du bois où le champignon provoque une pourriture rouge qui s’étend en diamètre et en hauteur parfois jusqu’à 5-6 m (tronc creux caractéristiques et bois sans valeur). Pour lutter on peut : 
  - Creuser des fossés de 60 à 80 cm de profondeur pour ceinturer la tache parasitée.
  - Dessoucher avant replantation.
  - Traiter chimiquement les souches fraîches à l’aide d’urée et de bleu sulfacide brillant.
- La rouille-balai de sorcière du sapin, provoquée par Melampsorella caryophyllacearum, se manifeste de deux manières : 
  - Le balai de sorcière, qui se caractérise par une concentration de rameaux, dressés, touffus à aiguilles courtes, jaunâtres et caduques, issus d’un renflement composé de mycélium et dont la durée de vie est de 15 à 20 ans. Le seul moyen de lutte à l’heure actuelle consiste à rompre le cycle biologique de la rouille en éliminant les balais de sorcière porteurs de spores, de les brûler, en automne / hiver, avant leur dissémination[19].
  - Le chaudron proprement dit est un renflement de la tige principale ou des branches latérales. Il survient à la mort du champignon et constitue une tumeur ligneuse. Ses fissures et craquelures facilitent la pénétration d’autres pathogènes. Ces arbres seront martelés prioritairement car ils sont prédisposés à devenir des chablis, le vent ayant tendance à les abattre facilement[20].

### Insectes

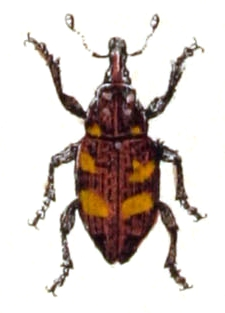
Pissodes piceae adulte.

Divers insectes sévissent et occasionnent des dégradations au niveau du bois, des aiguilles ou des cônes et graines.
- L’hylobe peut entraîner des dégâts extrêmement importants dans les jeunes plantations, surtout si elles sont installées après une coupe rase de pin. La mortalité est dans ce cas très forte.
- Le pissode du sapin (Pissodes piceae) : les larves de ce coléoptère creusent des galeries sous-corticales dans le tronc des arbres adultes, ce qui provoque le dépérissement de l’arbre par destruction des vaisseaux conducteurs, puis par mort du sujet.

La seule technique de lutte véritablement efficace consiste en une exploitation et une extraction rapides hors des forêts des sapins attaqués. Les écorces et rémanents d’exploitation doivent être incinérés ou éventuellement traités à l’insecticide de type Deltaméthrine, sauf à proximité des ruisseaux ou points d’eau.
- Les Scolytinae : il s’agit du scolyte curvidenté (Pityokteines curvidens) et du scolyte liseré (Trypodendron lineatum). Ces deux insectes déterminent le même type de dégâts sous-corticaux que le pissode. Les mêmes techniques de lutte leur sont appliquées (exploitation rapide des arbres attaqués). Un autre scolytinae, le cryphale du sapin (Cryphalus piceae), réalise des dégâts semblables[21].
- Les Chermés du tronc et des rameaux (Dreyfusia piceae et Dreyfusia nusslini) :
  - Le premier affecte des arbres de plus de 25 ans : c’est un insecte piqueur-suceur qui se nourrit de la sève élaborée de l’arbre et dont les enzymes digestives simultanément injectées ont un effet phytotoxique. Les insectes sont repérables sur le tronc par les sécrétions blanchâtres, d’aspect cotonneux, qui les recouvrent. L’action du parasite se manifeste par un affaiblissement de l’arbre.
  - Le second entraîne des dégâts sur des arbres plus jeunes en provoquant un dessèchement des aiguilles puis des rameaux, affectant la croissance de l’arbre et pouvant provoquer sa mort.
  - La lutte se fait par l’élimination des sujets atteints. Mais les attaques provoquées par ces deux ravageurs sont souvent très localisées et ne déterminent pas de mortalité massive.
- La Mineuse des aiguilles du Sapin est une espèce de lépidoptères dont la chenille mine les aiguilles du Sapin blanc et provoque des défoliations massive des sapinières après des sécheresses, notamment dans les Pyrénées et dans les Préalpes[22].

### Parasitisme
Le gui (Viscum album) est un hémiparasite qui s’accroche aux branches grâce à un disque adhésif pourvu en son centre d’un suçoir. Il s’enfonce dans le cortex du Sapin jusqu’aux tissus conducteurs avec lesquels il assure une efficace connexion pour dériver une partie de la sève de sa victime. Le gui prélève essentiellement de l’eau et des sels minéraux car c’est une plante chlorophyllienne. L’extension des suçoirs peut se faire sous l’écorce et peut conduire au développement de plusieurs touffes de Gui à partir d’une seule graine.

## Taxonomie et systématique
Cette espèce a été scientifiquement décrite pour la première fois en 1759 par le botaniste écossais Philip Miller dans la 7e édition de The Gardeners Dictionary.

## Utilisation
- Sylviculture
- Miel de sapin des Vosges : le miel est issu du miellat excrété par les pucerons suçant la sève des sapins sous forme de gouttelettes sucrées et dont les abeilles se nourrissent[3].

## Statut de protection légale
Cette espèce est, en 2012, classée en catégorie « LC » (préoccupation mineure) sur la liste rouge de l'UICN, mais l'Union internationale pour la conservation de la nature reconnaît que ce classement, qui date de 1998, mériterait d’être ré-évalué.